# Ayenia laevigata
Ayenia laevigata är en malvaväxtart som beskrevs av Olof Swartz. Ayenia laevigata ingår i släktet Ayenia och familjen malvaväxter. Utöver nominatformen finns också underarten A. l. acuminata.